# 清里区

上越市の地域自治区。当区は南東部に位置する。

清里区（きよさとく）は、新潟県上越市南東部に位置する地域自治区。全域が旧中頸城郡清里村にあたり、同村の上越市への合併とともに2005年1月1日に設けられた。

## 地理
- 河川：櫛池川
- 湖沼：坊ヶ池

## 産業
- 主な産業：農業

## 教育
- 上越市立清里小学校
- 上越市立清里中学校

## 交通

### 公共交通
- くびき野バス[1]

### 道路
区内に高速道路や一般国道は通っていない。
- 都道府県道
  - 新潟県道30号新井柿崎線
  - 新潟県道184号三和新井線
  - 新潟県道198号青柳高田線

## 名所・旧跡・観光スポット・祭事・催事
- 坊ヶ池湖畔公園
  - 上越清里星のふるさと館
- サマーカーニバル
- 京ヶ岳城跡
- 櫛池の大杉
- 櫛池の隕石
- 菅原古墳
- 岡野町の大ケヤキ
- 普泉寺